# Ahmed Ismail
Ahmed Ismail El Shamy (arabisch أحمد اسماعيل الشامي; * 21. Oktober 1975 in Kairo) ist ein ehemaliger ägyptischer Boxer. Ismail war Gewinner der Afrikaspiele 2003 und Bronzemedaillengewinner der Olympischen Spiele 2004.

## Karriere
Im Jahr 1999 nahm Ismail erstmals im Halbschwergewicht (-81 kg) an den Afrikaspielen teil und belegte den dritten Platz, nachdem er im Halbfinale gegen Mohamed Bahari, Algerien, verlor. Bei den Mittelmeerspielen 2001 errang er ebenfalls die Bronzemedaille.
2003 nahm Ismail an den Weltmeisterschaften teil und erreichte nach Siegen über Hamed Yassin, Brunei (RSC 2.), und Batmönchiin Enchbajar, Mongolei (DQ 3.) das Viertelfinale, welches er jedoch gegen Rudolf Kraj, Tschechien (25:14), verlor. Bei den Afrikaspielen im Jahr darauf gewann Ismail die Goldmedaille, wobei er im Finale Isaac Ekpo, Nigeria (16:12), schlug.
Mit diesem Erfolg qualifizierte sich Ismail auch für die Olympischen Spiele 2004, bei denen er gegen Shohrat Kubranov, Turkmenistan (44:22), Trevor Stewardson, Kanada (38:22), und durch eine Verletzung des Gegners gegen Helias Pavlidis, Griechenland, gewann, bevor er im Halbfinale gegen Magomed Aripgadijew, Belarus (23:20), verlor und damit die olympische Bronzemedaille gewann.
Nach diesem Erfolg beendete Ismael seine Karriere.